# Амаду и Мариам
Амаду и Мариам са музикален дует от Мали, създаден през 1974 г.
Състав: Мариам Думбия - вокал и Амаду Багайоко – китара и вокал.
Двамата са слепи и са се запознали в Малийския институт за слепите.